# Perissolestes klugi
Perissolestes klugi är en trollsländeart som beskrevs av Kennedy 1941. Perissolestes klugi ingår i släktet Perissolestes och familjen Perilestidae. Inga underarter finns listade i Catalogue of Life.